# Bughea de Sus (Argeș)
Bughea de Sus é uma comuna romena localizada no distrito de Argeş, na região de Muntênia. A comuna possui uma área de 33.16 km² e sua população era de 3154 habitantes segundo o censo de 2007.